# Al-Musajjib
Al-Musajjib (arab. المسيب) – miasto w Iraku, w muhafazie Babilon. W 2009 roku liczyło 46 394 mieszkańców.